# Nils Göran Engström
Nils Göran Engström, född 6 december 1914 i Helsingfors, död där 24 maj 1999, var en finländsk radioman. 
Engström utexaminerades 1935 från Nykarleby seminarium, var 1935–1946 folkskollärare i Esbo, 1946–1952 i Helsingfors och blev sistnämnda år skolradiochef. Han var sedermera chef för de svenskspråkiga undervisningsprogrammen i radio och television fram till 1979. Som chefredaktör för folkskollärarnas kårorgan Tidskrift för folkskolan (senare Skolnytt) 1945–1970 arbetade han för införandet av en enhetsskola. Han var verksam bland annat inom olika kyrkliga organisationer och tilldelades undervisningsråds titel 1977.